# Пешо Ралев
Пешо Ралев е български обществен деец от Македония.

## Биография
Пешо Ралев е роден в кумановското село Беляковци, тогава в Османската империя, днес в Северна Македония. Като виден местен деец и буден българин си навлича омразата на сръбските дейци в региона. Убит е в 1904 година заедно с жена си и дъщеря си от сръбски четници.